# Merthyr Town Football Club
Merthyr Town Football Club é um clube semi-profissional de futebol sediado na cidade de Merthyr Tydfil, no País de Gales. Foi fundado originalmente em 1909, como Merthyr Town AFC, sendo dissolvido em 1934. O nome foi retomado em 1945, batizando um novo clube chamado "Merthyr Tydfil FC", extinto em 2010. Neste mesmo ano, voltou a se chamar Merthyr Town FC.
Manda seus jogos no Penydarren Park, em Merthyr Tydfil, cuja capacidade é de 10.000 lugares. Suas cores são vermelho e branco. É um dos clubes galeses que disputam Campeonatos de futebol na Inglaterra.

## Elenco
Nota: Bandeiras indicam equipe nacional, conforme definido pelas regras de elegibilidade da FIFA. Os jogadores podem ter mais de uma nacionalidade não-FIFA.
| N.º |               | Posição | Jogador           |
| --- | ------------- | ------- | ----------------- |
|     | País de Gales | G       | Mike Ley          |
|     | País de Gales | D       | Jamie Rewbury     |
|     | País de Gales | D       | Gary Colborne     |
|     | País de Gales | D       | Alun Griffiths    |
|     | País de Gales | D       | Andrew Thomas     |
|     | País de Gales | D       | Jack Howe         |
|     | País de Gales | D       | Jamie Thomas      |
|     | País de Gales | D       | Jason Welsh       |
|     | País de Gales | D       | Jonathan Newall   |
|     | País de Gales | D       | Lee Hartshorn     |
|     | País de Gales | D       | Steve Williams () |
|     | País de Gales | M       | Nathan Davies     |

| N.º |               | Posição | Jogador          |
| --- | ------------- | ------- | ---------------- |
|     | País de Gales | M       | Kris Leek        |
|     | País de Gales | M       | Matthew Harris   |
|     | País de Gales | M       | Ryan Dorrian     |
|     | País de Gales | M       | Tareq Khalil     |
|     | País de Gales | M       | Ian Traylor      |
|     | País de Gales | M       | Marcus Griffiths |
|     | País de Gales | M       | Ryan Newman      |
|     | País de Gales | A       | Garry Shephard   |
|     | País de Gales | A       | Ryan Prosser     |
|     | País de Gales | A       | Joe Leahy        |
|     | Inglaterra    | A       | Jamie Adams      |

## Comissão técnica
| Cargo            | Nome           |
| ---------------- | -------------- |
| Treinador        | Garry Shephard |
| Auxiliar-técnico | Danny Carter   |
| Auxiliar-técnico | Les Barlow     |
| Fisioterapeuta   | Russell Jones  |